# Hyphaema
Das Hyphaema oder Hyphäma (von altgriechisch ὑπό hypo, deutsch ‚unter‘ und αἷμα haima, deutsch ‚Blut‘) ist in der Augenheilkunde eine Blutansammlung im unteren Bereich der vorderen Augenkammer. Sie kann Folge einer Verletzung, akuten hämorrhagischen Iritis oder Infektion sein. Bei aufrechter Kopfhaltung zeigt sich die Blutansammlung beim Hyphaema als horizontaler Spiegel.

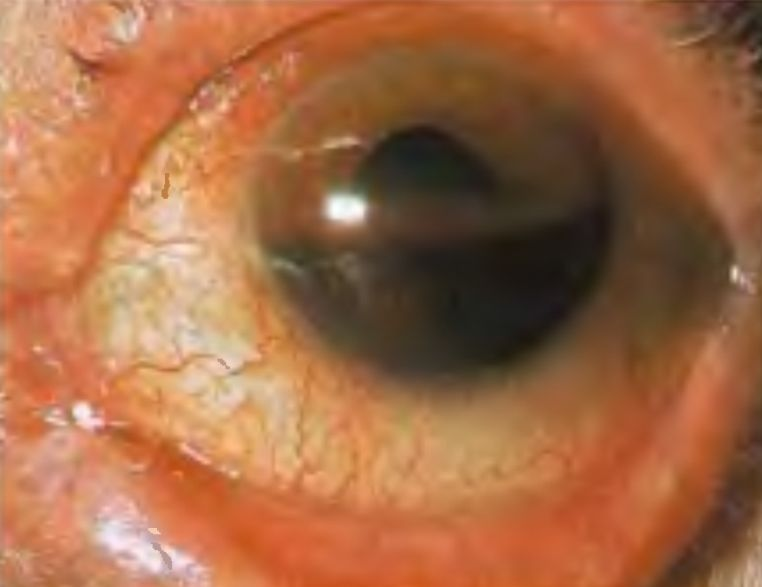
Hyphäma, das die Hälfte der vorderen Augenkammer ausfüllt
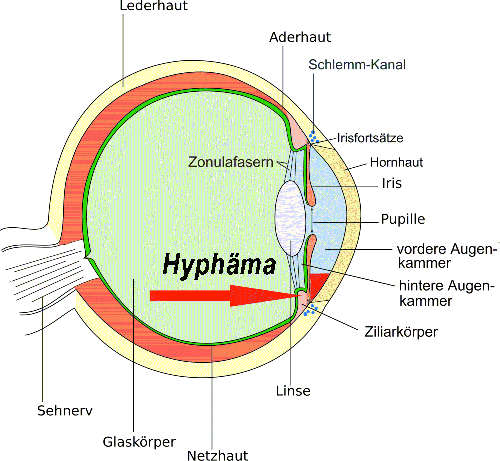
Lage der Blutansammlung – schematischer Schnitt durch das Auge